# Guillaume Chpaltine
 (juin 2017).
Si vous disposez d'ouvrages ou d'articles de référence ou si vous connaissez des sites web de qualité traitant du thème abordé ici, merci de compléter l'article en donnant les références utiles à sa vérifiabilité et en les liant à la section « Notes et références ».
Guillaume Chpaltine, né le 26 juin 1933 à Verviers, est un romancier, dramaturge, scénariste et traducteur français.

## Biographie
Son père, résistant, a été déporté et est mort à Auschwitz. Guillaume Chpaltine a été un enfant caché de 1942 à 1945, enfant caché chez la comtesse Clémentine d'Oultremont au château de Duras de 1942 à 1945 sous le faux nom de Willy Vieillevoix. 
Il est diplômé de l’Académie royale des beaux-arts de Bruxelles. 

### Carrière
À l’occasion de la parution en 1960 de son premier roman, La Renonce, Maurice Nadeau, historien de la littérature française contemporaine, écrit dans France Observateur : « s’il est un jeune auteur de l’avenir duquel je sois assuré, c’est bien M. Guillaume Chpaltine ». Le critique littéraire Pierre Demeron le surnomme dans Arts « le Beatnik de Paris ».
Guillaume Chpaltine vit plus de 30 ans en Italie où il est le correspondant culturel de France Observateur dans les années 1960. Il couvre le Festival du Cinéma Libre de Porretta où il découvre le réalisateur John Cassavetes qu’il sera le premier à signaler au public français.[réf. nécessaire]
Il travaille dans les années 1970 avec Federico Fellini sur les films La Cité des femmes et Prova d'orchestra dont il écrit une version macaronique, produite par la Gaumont Italie sous la houlette de Daniel Toscan du Plantier et Renzo Rossellini. Il dirige Fellini dans la sonorisation de Prova d’Orchestra à Cinecittà et le peaufine à la moviola dans un studio d’enregistrement de la via Margutta à Rome.[réf. nécessaire]

### Sperlonga
Avec le comédien Raf Vallone, Guillaume Chpaltine découvre Sperlonga, un village sur la mer à mi-chemin entre Rome et Naples, qui deviendra vite un pôle culturel et mondain attirant nombre d’intellectuels romains[réf. nécessaire]. Se retrouvent à Sperlonga des écrivains américains, John Becker, Julian Hallevy, Karl Jaeger, le compositeur Steve Lacy et de nombreux auteurs italiens : Lorenza Mazzetti, Nelo Risi, Edith Bruck, Natalia Ginsburg, Vincenzo Loriga, Brianna Caraffa ou encore Fabio Carpi.[réf. nécessaire]
Le poète Leone d’Ambrosio évoque ce milieu littéraire dans La Malattia di Scrivere, conversation avec Guillaume Chpaltine.
Guillaume Chpaltine a favorisé l’éclosion littéraire de Lorenza Mazzetti qui a écrit à Sperlonga Le Ciel s’est écroulé (Ed. Sellerio). Il a signé l’adaptation cinématographique de Diario londinese de Lorenza Mazzetti (éditions Sellerio).[réf. nécessaire]
Il a collaboré régulièrement tout au long des années 1970 à la revue littéraire Elsinore de Elena Croce (it) et Vincenzo Loriga.[réf. nécessaire]
Ses collaborations dans les revues littéraires de Franco Beltrametti (Grosse Teste Review, Montagna Rossa, Sperlonga-Manhattan Transfer) attestent ses rapports avec l’avant-garde américaine. Le comédien Louis Waldon de la Factory d’Andy Warhol (Lonesome Cow-boy, Fuck) passe plusieurs années à Sperlonga, y entraînant de nombreux autres membres de la Factory.[réf. nécessaire]

## Œuvres
- 1960 : La Renonce - roman, Éditions Julliard[5]
- 1968 : Une Préhistoire - récit, Éditions Christian Bourgois[6]
- 2012 : Satellite avec vue - théâtre, Les Presses de Lassitude[7]
- 2013 : Butin de guerre - théâtre, Les Presses de Lassitude[8]
- 2017 : La Malattia di scrivere, conversation avec Leone D'Ambrosio - Éditions Ensemble[9]
- 2023 : Au Nom du pire, du fils et du mauvais esprit - roman, Éditions L'Harmattan[10]

### Traductions
- Vivre ou portraiturer - essai de Antonio Tabucchi (Ed. Grasset)
- Senior Service de Carlo Feltrinelli - biographie de son père l’éditeur Giangiacomo Feltrinelli (Ed. Christian Bourgois)
- Œil de vieux, de Tiziano Scarpa, roman (Ed. Christian Bourgois)
- Amore, de Tiziano Scarpa, nouvelles (Ed. Christian Bourgois)
- Venise est un poisson, de Tiziano Scarpa (Ed. Christian Bourgois)
- La nuit du Tigre, de Giorgio Scerbanenco, nouvelles (Ed. 10/18)
- Péchés et Vertus, de Giorgio Scerbanenco, nouvelles (Ed. 10/18)
- La Reine dépouillée, de Maurizio Maggiani, roman (Ed. Bourgois)
- La Faute à Fidel, de Domitilla Calamai (Ed. Actes Sud)
- Le Centre, de Marc Saudade, roman (Ed. Grasset)